# Wii Sports Club
Wii Sports Club (en japonés: スポーツ クラブ Wī Supōtsu Kurabu), anteriormente conocido como Wii Sports U) es un videojuego deportivo desarrollado por Bandai Namco Studios y publicado por Nintendo lanzado como software descargable para Wii U. Consiste en remakes en HD de los deportes individuales del videojuego de 2006 para Wii, Wii Sports, que se pueden comprar individualmente o alquilar por un período de tiempo. El primer set de deportes, bolos y tenis fue lanzado en Japón el 30 de octubre de 2013, en Europa y América del Norte el 7 de noviembre de 2013 y en Australia y Nueva Zelanda el 8 de noviembre de 2013. Golf fue lanzado después de una presentación de Nintendo Direct sobre 18 de diciembre de 2013. El béisbol y el boxeo fueron puestos en libertad a finales de junio de 2014.
Una versión de disco fue lanzada en todas las regiones en julio de 2014. Incluye los cinco deportes y no requiere un pase para jugarlos.

## Jugabilidad
Al igual que Wii Sports, los jugadores usan el mando de Wii para imitar movimientos realizados durante varios deportes, incluyendo tenis, bolos, béisbol, golf y boxeo. Sin embargo, el juego requiere el uso del Wii MotionPlus, a diferencia del original, pero similar a su secuela Wii Sports Resort, con el fin de refinar los controles y mejorar la jugabilidad. Los jugadores pueden unirse a diferentes "clubes" que representan a varias regiones del mundo, y competir en línea con otros miembros del club. Los jugadores están encerrados en su club elegido durante 24 horas, con el fin de crear un sentido más cercano de la comunidad. Los jugadores se clasifican dentro de sus clubes, y los clubes son capaces de competir y ser clasificado en contra de otros clubes. La comunicación Miiverse también es compatible, y los jugadores pueden comunicarse en el juego usando mensajes predefinidos y dibujos del Wii U GamePad. Algunos de los deportes también incluyen ideas de un concepto de vídeo mostrado en el E3 2011, cuando la Wii U se dio a conocer por primera vez. Durante el golf, el GamePad se puede colocar en el suelo para mostrar la pelota en el suelo, usando un mando Wii para balancearse sobre él. El béisbol también permite a los jugadores usar el GamePad para apuntar sus lanzamientos.

## Desarrollo
El juego fue anunciado durante una presentación de Nintendo Direct el 18 de septiembre de 2013 centrada en otro juego de la serie Wii para Wii U, Wii Fit U. Se mostraron las primeras capturas de pantalla y videos de juego, junto con varios detalles sobre las nuevas características de los deportes. Se detalló que el juego se lanzó con bolos y tenis, con otros de Wii Sports para ser lanzado en una fecha posterior. Todos los deportes se pueden alquilar por un período de 24 horas en un "Day Pass" o deportes individuales que se pueden comprar por un precio más alto. Una prueba gratuita de 24 horas se ofrecerá después de la descarga inicial y la instalación del software, después de lo cual los honorarios serán necesarios. El juego fue lanzado inicialmente en la Nintendo eShop como un empuje de la estrategia de distribución digital de Nintendo, con algunas ideas en comparación con Wii Fit U, como la presencia de una prueba gratuita.
El juego estaba a punto de ser llamado Wii Sports U, pero fue cambiado a Wii Sports Club.

## Recepción

### Prelanzamiento
La recepción inicial al concepto fue generalmente mezclada. La mayoría de los medios de comunicación alabaron la adición de multijugador en línea, pero se preguntó si sería capaz de mantener el juego fresco, y siguen atrayendo a los "jugadores casuales" que eran fanes de la original. Thomas Whitehead de Nintendo Life dijo que tiene "... el potencial de ser algo importante para el rendimiento de las ventas de Wii U's Holiday"." Otros elogios fueron dirigidos a los nuevos modelos de precios de Nintendo y opciones, aunque algunos comentaron que el precio de compra total de todos los deportes puede ser demasiado excesivo.

### Post-lanzamiento
Nintendojo dio al juego un B+, afirmando que el juego tenía "controles precisos, sólida experiencia en línea", pero carecía de chat en línea y era "sosa en comparación con Wii Sports Resort". Nintendo World Report dio al tenis un 7/10 y a los bolos un 8.5/10. La puntuación agregada en Metacritic fue de 68/100.